# Marinai a terra (film 1928)
Marinai a terra (Two Tars) è una comica muta del 1928 diretta da James Parrott e interpretata da Laurel & Hardy.
Del film è presente una versione con gli intertitoli letti ad alta voce da Enzo Garinei e Giorgio Ariani.

## Trama
Stanlio (Stan Laurel) e Ollio (Oliver Hardy) sono due marinai in licenza a terra che hanno noleggiato un'auto al volante della quale Stanlio per poco non investe un pedone. Passa, dunque, al volante Ollio che, però, va quasi subito a sbattere contro un lampione piegandolo. I due, continuando a litigare, fermano l'auto di fronte ad un drugstore davanti al quale due belle e disinvolte ragazze, Thelma (Thelma Hill) e Ruby (Ruby Blaine), vestite alla moda delle flappers, sono alle prese con un distributore di gomme da masticare che si rifiuta di erogare il prodotto dopo che le due ragazze hanno introdotto la moneta. Tra i quattro si stabilisce subito una certa simpatia fatta di sguardi e sorrisi cosicché i due marinai, dopo essersi formalmente presentati, si offrono per risolvere il piccolo problema con il distributore di chewing gum. Ollio, volendo dimostrare ancora una volta di essere il più intelligente dei due, scuote con forza il distributore di gomme da masticare, finendo con il romperlo e spargendo tutte le palline sul marciapiede. Interviene, a questo punto, il proprietario (Charlie Hall) del drug-store, un piccoletto che, infuriato, colpisce ripetutamente prima Ollio e poi anche Stanlio, in precario equilibrio sul marciapiede cosparso di palline, accorso per difendere l'amico. Dovranno intervenire le due ragazze per picchiare il collerico ometto e risolvere la faccenda. Subito dopo Stanlio e Ollio portano Thelma e Ruby a fare un giro in auto ma rimangono bloccati a causa di lavori in corso sulla strada. Quando un'auto li tampona la situazione si aggrava, e dopo una serie ulteriori tamponamenti reciproci causati, per ripicca, da Ollio e dal nerboruto guidatore (Edgar Kennedy) dell'altra auto, si passa alle vie di fatto e scoppia una lite furibonda con ulteriori vicendevoli danneggiamenti alle vetture. Ben presto anche gli altri automobilisti sono coinvolti causando gravi danni a tutti i veicoli. Solo l'arrivo di un poliziotto (Edgar Dearing) in moto mette fine alle reciproche distruzioni. Stanlio e Ollio vengono dichiarati in arresto mentre Thelma e Ruby erano già fuggite alla vista del tutore dell'ordine. I nostri eroi, però, riescono a scappare mentre l'agente tenta invano di inseguirli e i due, seguiti da altre auto, entrano in un tunnel ferroviario mentre dalla parte opposta sta sopraggiungendo un treno, ma mentre gli altri automobilisti riescono a uscire a retromarcia, Stanlio e Ollio escono dal tunnel con l’auto completamente schiacciata.